# Achira (islam)
Achira (arab. الآخرة [al-'āḫira]) – jeden z głównych terminów tworzących fundament wiary muzułmańskiej, oznaczający życie wieczne po śmierci.